# Spinozorilispe fusca
Spinozorilispe fusca là một loài bọ cánh cứng trong họ Cerambycidae.